# Drypetes thouarsiana
Drypetes thouarsiana là một loài thực vật có hoa trong họ Putranjivaceae. Loài này được (Baill.) Capuron mô tả khoa học đầu tiên năm 1963.